# لودفيغ غولدبرونر
لودفيغ غولدبرونر (بالألمانية: Ludwig Goldbrunner)‏ (مواليد 5 مارس 1908) هو لاعب كرة قدم. يلعب مع منتخب ألمانيا لكرة القدم. سبق له أن لعب في كأس العالم لكرة القدم مع منتخب بلاده.

## روابط خارجية
- لودفيغ غولدبرونر على موقع الاتحاد الدولي (مؤرشف)  (الإنجليزية)
- لودفيغ غولدبرونر على موقع قاعدة بيانات كرة القدم.إي يو (الإنجليزية)
- لودفيغ غولدبرونر على موقع بيانات كرة القدم. دي إي (الألمانية)
- لودفيغ غولدبرونر على موقع ناشيونال فوتبول تيمز (الإنجليزية)
- لودفيغ غولدبرونر على موقع عالم كرة القدم.نت (الإنجليزية)
- لودفيغ غولدبرونر على موقع أوليمبيديا (الإنجليزية)